# Мідорі (район, Сайтама)

35°51′42″ пн. ш. 139°38′43″ сх. д. / 35.86167° пн. ш. 139.64528° сх. д.
Райо́н Мідо́рі (яп. 緑区, みどりく, МФА: [mʲidoɾʲi ku̥], «Зелений район») — район міста Сайтама префектури Сайтама в Японії. Станом на 1 жовтня 2008 площа району становила 26,51 км². Станом на 1 січня 2009 населення району становило 108 630 осіб.